# Asphondylia capparis
Asphondylia capparis är en tvåvingeart som beskrevs av Rubsaamen 1894. Asphondylia capparis ingår i släktet Asphondylia och familjen gallmyggor. Inga underarter finns listade i Catalogue of Life.